# Trichoferus
Trichoferus — род жесткокрылых насекомых семейства усачей (Cerambycidae).

## Описание
Переднеспинка уже надкрылий. Третий сегмент усиков простой. Лапки снизу в густой волосяной подошве, самое большее с узкой бороздкой посередине. Надкрылья без голых, несущих волоски точек, их широкий пятнистый

## Систематика
В составе рода:
- Trichoferus antonioui Sama, 1994
- Trichoferus arenbergeri Holzschuh, 1995
- Trichoferus basalis (White, 1855)
- Trichoferus berberidis Sama, 1994
- Trichoferus bergeri Holzschuh, 1982
- Trichoferus campestris (Faldermann, 1835)
- Trichoferus fasciculatus (Faldermann, 1837)
- Trichoferus fissitarsis Sama, Fallahzadeh & Rapuzzi, 2005
- Trichoferus georgioui Sama & Makris, 2001
- Trichoferus griseus (Fabricius, 1792)
- Trichoferus guerryi (Pic, 1915)
- Trichoferus holosericeus (Rossi 1790)
- Trichoferus ilicis Sama, 1987
- Trichoferus kotschyi Ganglbauer, 1883
- Trichoferus lunatus (Szallies, 1994)
- Trichoferus machadoi Sama, 1983
- Trichoferus magnanii Sama, 1992
- Trichoferus pallidus (Olivier, 1790)
- Trichoferus preissi Heyden, 1894
- Trichoferus robustipes Holzschuh, 2003
- Trichoferus samai Kadlec & Rejzek, 2001
- Trichoferus sbordonii Sama, 1982
- Trichoferus semipunctatus Holzschuh, 2003